# کایندورف ان در زولم
کایندورف ان در زولم (به آلمانی: Kaindorf an der Sulm) یک شهرستان در اتریش است که در لیبنیتس واقع شده‌است. کایندورف ان در زولم ۶٫۵۵ کیلومتر مربع مساحت دارد ۲۴۵ متر بالاتر از سطح دریا واقع شده‌است.